# 佐藤親弘
佐藤 親弘（さとう ちかひろ、1893年（明治26年）3月23日 - 1961年（昭和36年）8月15日）は、日本の政治家。衆議院議員（2期）・弁護士。

## 経歴
栃木県出身。1923年日本大学専門部法律科卒。弁護士となり、宇都宮市議、栃木県地方労働委員会会長、宇都宮弁護士会会長となる。
1947年の第23回衆議院議員総選挙において栃木2区から日本自由党公認で立候補して落選。1949年の第24回衆議院議員総選挙では民主自由党公認で立候補して初当選。1952年の第25回衆議院議員総選挙では自由党公認で立候補して落選。1953年の第26回衆議院議員総選挙で復帰した。1955年の第27回衆議院議員総選挙で落選し、以後立候補しなかった。この間自由党幹事を務めた。
このほか宇都宮学園高等学校理事、栃木県体操協会会長を務めた。
1961年8月15日、死去。68歳没。同月18日、特旨を以て位記を追賜され、死没日付で勲八等から正五位勲三等に叙され、瑞宝章を追贈された。